# SM UB-26
SM UB-26 – niemiecki jednokadłubowy okręt podwodny typu UB II zbudowany w stoczni AG Weser, Bremie w roku 1915. Zwodowany 14 grudnia 1915 roku, wszedł do służby w Kaiserliche Marine 27 grudnia 1915 roku. W czasie swojej służby, SM UB-26 nie odniósł żadnych sukcesów.

## Budowa
Okręt SM UB-26 należał do typu UB-II, który był następcą typu UB I. Był średnim jednokadłubowym okrętem przeznaczonymi do działań przybrzeżnych, o prostej konstrukcji, długości 36,13 metrów, wyporności w zanurzeniu 263 BRT, zasięgu  6450 Mm przy prędkości 5 węzłów na powierzchni oraz 45 Mm przy prędkości 4 węzły w zanurzeniu. W typie II poprawiono i zmodernizowano wiele rozwiązań, które były uważane za wadliwe w typie I. Zwiększono moc silników, pojedynczy wał zastąpiono dwoma.

## Służba
Dowódcą okrętu został 7 stycznia 1916 roku mianowany Wilhelm Smiths.  Nieland dowodził okrętem do 5 kwietnia 1916 roku nie odnosząc żadnych sukcesów. 21 marca 1916 roku okręt został przydzielony do Flotylli Flandria.
5 kwietnia 1916 roku UB-26 wpadł w sieci zastawione przez francuski niszczyciel „Trombe”, po wynurzeniu załoga ewakuowała się, a okręt został zatopiony. Kapitan wraz z załogą dostał się do francuskiej niewoli, gdzie przebywał do końca wojny.